# Diario de la noche
Diario de la noche fue un programa informativo de madrugada del canal público de televisión de España Telemadrid emitido entre el 14 de septiembre de 2004 y el 23 de junio de 2017.

## Historia
Calificado como informativo de autor, en el que la personalidad del presentador marca los contenidos, comenzó a emitirse en septiembre de 2004, presentado por Germán Yanke junto a Sandra Barneda, con un contenido que incluía, además de la mera información, análisis, entrevistas, opinión de expertos y repaso de la prensa de la mañana siguiente.
En septiembre de 2006 en el espacio tuvo lugar una tensa entrevista a la presidenta de la Comunidad de Madrid, Esperanza Aguirre, que acusó al periodista Germán Yanke de usar "los argumentos del enemigo". Los responsables de la cadena exigieron la destitución del colaborador del programa Pablo Sebastián, que había publicado un artículo en el que acusaba a la presidenta de la región de ordenar un cambio editorial en el informativo, con el objeto de hacerse eco de las teorías auspiciadas por el diario El Mundo, en relación con la autoría de los atentados del 11 de marzo de 2004. La negativa de Yanke al cese desencadenaría su propia dimisión, alegando "intromisión política" en su labor periodística. La cadena siempre invocó motivos presupuestarios para exigir la salida de Sebastián.
Tras cuatro meses presentado por el subdirector, Armando Huerta, desde el 22 de enero de 2007 el espacio fue asumido por el escritor Fernando Sánchez Dragó.
En marzo de 2008 Sánchez Dragó abandonó Diario de la noche y en junio de ese año fue sustituido por el periodista Hermann Tertsch, que se mantuvo al frente del programa hasta marzo de 2010. Desde entonces Tertsch colaboró periódicamente en debates y crónicas de opinión. Causó polémica, en tal sentido, cuando en vísperas de la huelga general del 14 de noviembre de 2012, dejó grabada su crónica en la que afirmaba que la huelga había sido un fracaso y que no había servido para nada, antes de que ésta hubiera comenzado: «Buenas noches a todos, una huelga general habían convocado los sindicatos, pensarán que han cumplido, lo cierto es que España tiene los mismos problemas que hace 24 horas, sólo agravados por el descrédito que supone en el exterior una convocatoria de este tipo, más allá del daño por supuesto, el daño económico objetivo que también es cuantioso. El objetivo de la huelga era disparatado y por eso estaba condenada al fracaso». La noticia fue hecha pública por la plataforma Salvemos Telemadrid y difundida por los principales medios de comunicación del país. El propio Tertsch reconoció el hecho en un mensaje enviado a través de su cuenta en Twitter: «He grabado cuando el sindicalismo totalitario nos ha dejado. Y verá lo adecuado del comentario. Querían que callara. Pues no».
Desde marzo de 2010 hasta abril de 2016 el espacio fue presentado y dirigido por la periodista Ana Samboal, que había colaborado en tareas de presentación con sus tres predecesores. Desde septiembre de 2014 estuvo acompañada por Valentín Ortega como copresentador.
El 26 de abril de 2016, Ana Samboal dejó de presentar y dirigir Diario de la noche tras los cambios introducidos por el nuevo director de Informativos, Alipio Gutiérrez. A partir de esa fecha pasó a ser conducido por Valentín Ortega en solitario, dejando al margen la opinión y el análisis de las anteriores etapas y centrándose fundamentalmente en la actualidad madrileña.
La llegada a principios de 2017 de José Pablo López Sánchez como nuevo director general de Radio Televisión Madrid llevó consigo también un cambio en la dirección de Informativos de la cadena autonómica. La nueva dirección de Informativos, encabezada por Jon Ariztimuño, decidió prescindir de Diario de la noche de cara a la siguiente temporada. El 23 de junio de 2017, tras 13 años en antena, el informativo de madrugada de Telemadrid emitió su último programa.

## Presentadores y copresentadores
- Germán Yanke: presentador y director (2004 - 2006)
- Sandra Barneda: copresentadora (2004 - 2006)
- Armando Huerta: presentador (2006 - 2007)
- Fernando Sánchez Dragó: presentador y director (2007 - 2008)
- Hermann Tertsch: presentador y director (2008 - 2010)
- Ana Samboal: copresentadora (2007 - 2010) y presentadora y directora (2010 - 2016)
- Valentín Ortega: copresentador (2014 - 2016) y presentador (2016 - 2017)